# Sant Joan de Marcelh
Sant Joan de Marcelh (en francès Saint-Jean-de-Marcel) és un municipi francès situat al departament del Tarn i a la regió d'Occitània.

## Demografia
| 1962                                       | 1968 | 1975 | 1982 | 1990 | 1999 | 2006 |
| ------------------------------------------ | ---- | ---- | ---- | ---- | ---- | ---- |
| 369                                        | 444  | 412  | 371  | 361  | 328  | 317  |
| Des de 1962: població sense dobles comptes |      |      |      |      |      |      |

## Administració
| Període   | Identitat       | Partit |
| --------- | --------------- | ------ |
| 2001-2008 | Robert Andouard |        |
| 2001-     | Yannick Gombert |        |